# Jean Bello
Pour les articles homonymes, voir Bello (homonymie).
Jean Bello (né le 29 octobre 1909 à Besançon, dans le département du Doubs et mort en action le 7 septembre 1944 à Villers-Saint-Martin, dans le Doubs), est un ouvrier du bâtiment et résistant français,,.
Peintre en bâtiment domicilié à Baume-les-Dames, il rejoint le maquis du Lomont et participe aux combats relatifs à la Libération de Besançon. Tué à l'ennemi,, il est reconnu mort pour la France,, homologué soldat FFI,, récipiendaire de la Médaille de la Résistance à titre posthume par le décret du 23 juillet 1965,, alors que son nom figure à Notre-Dame de la Libération et au monument aux morts 1939-1945 de Baume-les-Dames.